# Oscar Arnoldson
Carl Oscar Arnoldson, född 4 juli 1830 i Stockholm, död 8 juli 1881 (självmord), var en svensk operasångare (tenor).

## Biografi
Arnoldson började studera i Uppsala 1849 och avlade kameralexamen 1854. Han debuterade vid Mindre teatern i Stockholm 1855 som Farinelli och engagerades vid Stockholmsoperan 1858. Under sina glansdagar var han en bärande kraft där. Han gjorde bland annat Radamès i Aida vid premiären 1880.
Han blev ledamot nr. 408 av Kungliga Musikaliska Akademien den 24 februari 1865. Våren 1881 drabbades han av en halsåkomma, och måste lämna scenen. Vetskapen om att han möjligen aldrig skulle kunna sjunga igen, tog honom mycket hårt, och under ett besök i Karlsbad i juli samma år tog han sitt liv.
Arnoldson var far till skådespelerskan Lotten Arnoldson (1859–1904), sångerskan Sigrid Arnoldson (1861–1943) och läkaren Nils Arnoldson (1872–1939).

## Bilder

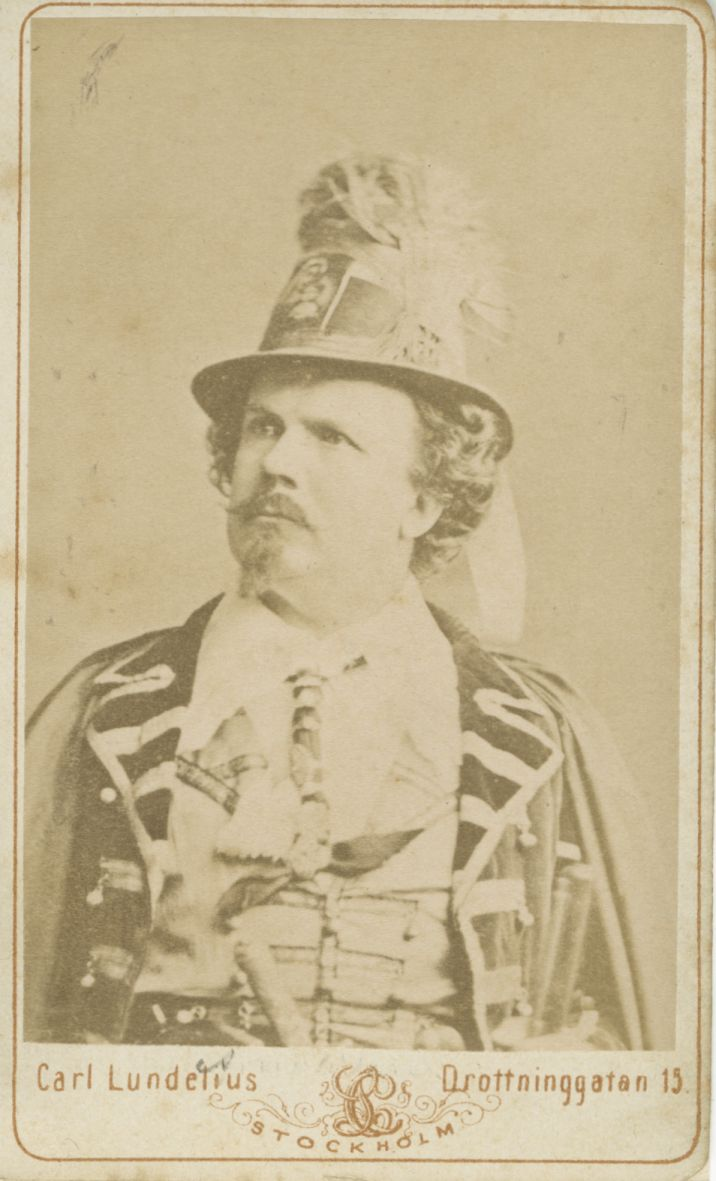
Kabinettfoto.
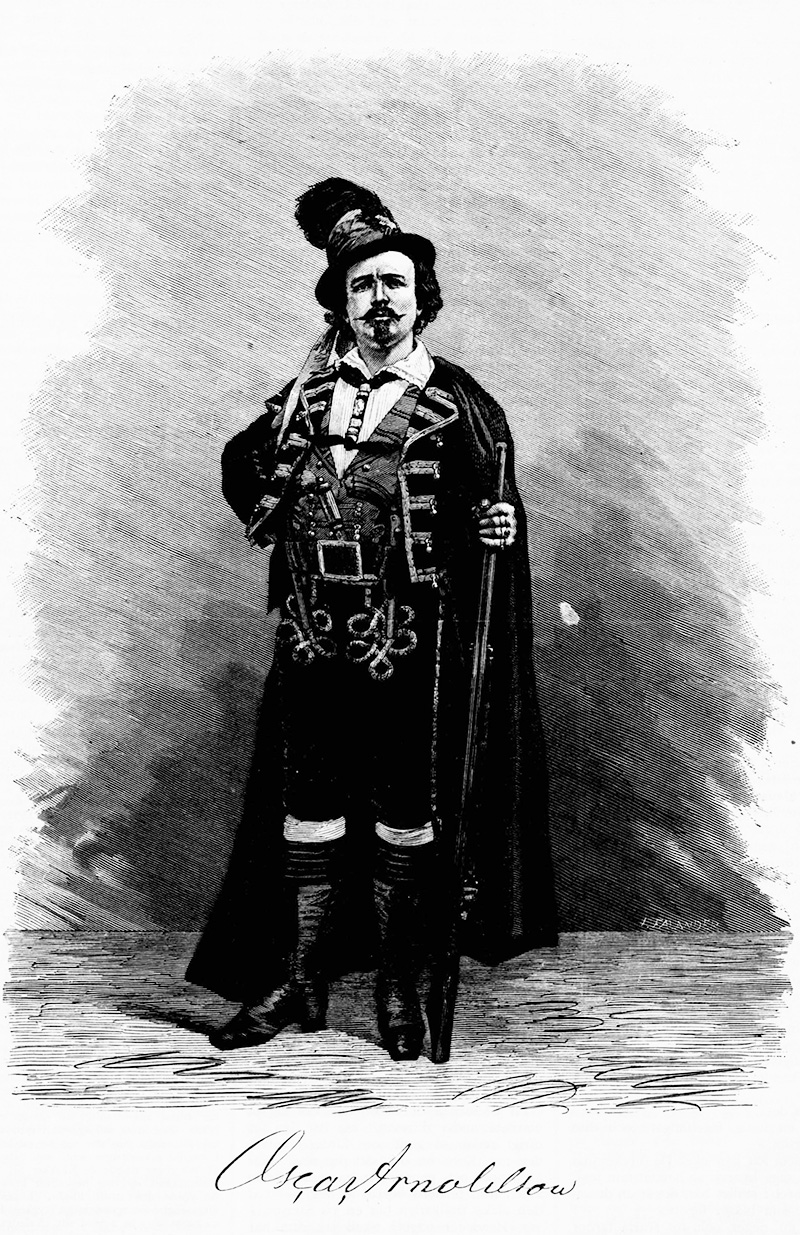
Xylografi av Ida Falander i Svensk musiktidning 1881.